# الأدب الأوكراني المعاصر
الأدب الأوكراني المعاصر هو مفهوم يشير إلىالأدب الأوكراني في العقود الماضية. في أغلب الأحيان يعرَف عام 1991، أي عام استقلال أوكرانيا، بداية للأدب الأوكراني المعاصر، حيث انتهت رسميا الرقابة الأدبية للاتحاد السوفيتي وتمكن الكتاب من «الانحراف» عن أسلوب الواقعية الاشتراكية الرسمية، ولكن في الحقيقة حصلت التغيرات الرئيسية في الأدب الأوكراني في سنوات الانفتاح النسبي في مرحلة البيريسترويكا (1985)، وخاصة بعد كارثة تشيرنوبيل. يعتبر بعض الباحثين أن الأدب الأوكراني المعاصر بدأ من السبعينيات، بعد جيل "الستّينيين" [الإنجليزية] .
نظرًا لزيادة الحريات وانفتاح المجتمع الأوكراني على التأثيرات الأجنبية، وااتصاله الأوسع بكثير مع آداب البلدان الأخرى، يختلف الأدب الأوكراني المعاصر عن كل من الأدب السوفييتي والفترة الكلاسيكية، ويتناول مواضيع كانت ممنوعة في الماضي، كالمجاعة الكبرى والجنس والمخدرات والسلوك المنحرف وما إلى ذلك)، ويوظف في ذلك أساليب جديدة (ما بعد الحداثة، الجدد الطليعية، الألفاظ النابية واللغة الخليطة بين الأوكرانية والروسية (السورزيك) [الإنجليزية])، ويتمير بالتنوع وتداخل الأساليب، والتأثيرات الصادمة والتأمل في المشاكل الاجتماعية والذاكرة التاريخية.
كذلك يوجد في أوكرانيا الحديثة أيضًا عدد كبير من كتاب اللغة الروسية، الناجحين بشكل خاص في أدب الخيال العلمي والفنتازيا.

## لمحة تاريخية

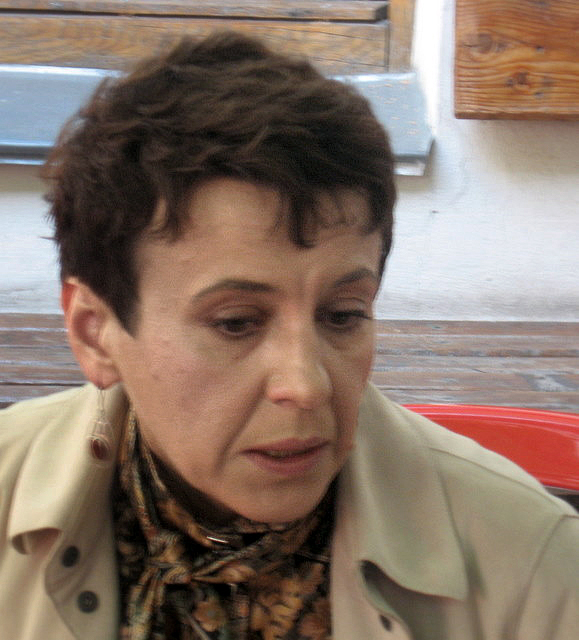
أوكسانا زابوجكو.

في المراحل المتأخرة من حقبة الاتحاد السوفيتي، بدأ بعض الكتاب الأوكرانيين بـ«الانحراف» عن أسلوب الواقعية الاشتراكية الأدبي المعتمد رسميًا. من هؤلاء الكتاب كان فاليري شيفتشوك بنثره النفسي، ومؤلفو النثر «المهجّن» على غرار الواقعية السحرية (فاسيل زملياك وفولوديمير دروزد). وجدت أيضا أوساط أدبية متمردة، مثل مدرسة كييف الشعرية (فاسيل هولوبورودكو، ميكولا فوروبيوف، فيكتور كوردون، ميخايلو هريهوريف)، وحلقة كتاب مدينة لفيف في غرب أوكرانيا التي أصدرت المجلة غير القانونية (الساميزدات) «سكرينيا» (هريهوري تشوباي، أولي ليشييا، ميكولا ريابشوك، فيكتور موروزوف، أورست يافورسكي، رومان كيس)، وكذلك كتاب منشقّون مثل إيهور كالينيست. يعتبر المؤلفون المنتمون إلى مدرسة كييف الساخرة (فولوديمير ديبروفا، بوهدان زهداك، ليس بوديريانسكي) من روّاد ما بعد الحداثة الأوكرانية. تأثر الأدب الأوكراني المعاصر أيضًا بمجموعة نيويورك من الكتاب المهاجرين الأوكرانيين، الذين فصلوا السياسة عن فنهم على عكس الكتاب "الستّينيين" [الإنجليزية] الناشطين سياسيًا في أوكرانيا السوفيتية. على خلفية تزايد حدة الرقابة والقمع في زمن بريجنيف تحوّل كثير من الكتاب في الاتحاد السوفييتي منذ السبعينيات بأنفسهم إلى هجرة داخلية، ما جعل أدبهم منطويا على الذات.
مع ظهور البيريسترويكا خفّ ضغط الرقابة على الكتاب، وسمح لهم ذلك بتناول الأنماط والمواضيع التي كانت محظورة سابقًا، وأعيد النظر في فرضيات الواقعية الاجتماعية، وطُبعت أعمال جيل حداثة العشرينيات (النهضة المشنوقة)، وأعمال كتاب الشتات والكتاب السريين.
روجع كذلك دور الكاتب في المجتمع، ففي حين كان للكاتب في أوكرانيا السوفيتية وظيفة اجتماعية مهمة، حاول كتاب ما بعد الحداثة الجدد، خاصة مجموعة شعراء «بو با بو» (منهم يوري أندروخوفيتش وفيكتور نيبوراك وأوليكساندر إيرفانيتس) فضح زيفها.
كانت بعض مراكز الأدب الأوكراني الجديد تقع بعيدًا عن العاصمة كييف، فنشأت مثلا «ظاهرة ستانيسلاف» في مدينة إيفانو-فرانكيفسك وضمت مجموعة من الكتاب البارزين مثل يوري اندروخوفيتش وتاراس بيتروسانياك وماريا ماكيتسي.
كان ميكولا ريابشوك شخصية مؤثرة في الأدب الأوكراني في نهاية الثمانينيات وبداية التسعينيات، وترأس تحرير «سوخاسنيسي»، وهي المجلة الأدبية الأكثر نفوذاً في تلك الفترة، وبفضل ريابشوك نُشرت لأول مرة أعمال من أصبحوا لاحقا كتّابا مشهورين.
واجهت أوكرانيا بعد انهيار الاتحاد السوفياتي عقدًا من التغييرات الاجتماعية الجوهرية، وحل سوق الكتاب الحرمحل نظام النشر السوفيتي الذي كانت تموله الدولة وتدعم الكتاب الموالين للنظام.

## سمات الادب الأوكراني المعاصر

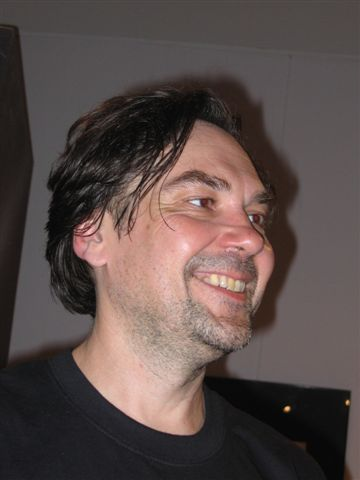
يوري أندروخوفيتش

أدت الملاحقات والإبادة التي شهدتها الحقبة الستالينية في الثلاثينيات إلى حالة قطع في التقاليد الحداثية في الأدب الأوكراني م أعقب ذلك فترة سوفييتية من العزلة الثقافية الكبيرة، ونرى تأثر هذه الفجوة التاريخية في كتابات المؤلفين الأوكرانيين المعاصرين الذين يكتبون بأساليب متفاوتة، كلاسيكية أو حداثية أو ما بعد حداثية، كلٌّ بشروطه الخاصة.
يركز الكثير من من أعمال الكتاب المعاصرين على جوانب مظلمة من الحياة البشرية، والعنف والأزمات، ويعزى ذلك إلى رد الفعل على التفاؤل المصطنع والإجباري في الأدب الواقعي الاشتراكي الرسمي.
ننظّم في أوكرانيا عدة مهرجانات أدبية، أهمها مهرجان لفيف الأدبي الدولي، ;ومهرجان ميريديان تشيرنوفيتتسي، ولافري كييفسكي.
يكتب بعض المؤلفين الأوكرانيين بمزيج من الأوكرانية والروسية يسمى السورزيك [الإنجليزية] (بوهدان زهوداك، وليس بوديرفيانسكي، وفولوديمير ديبروفا، وميهايلو برينيه)، ويستخدمونها لخلق تأثير كوميدي، لكونها لغة المهمشين.
يكتب عدد من كتاب أوكرانيا باللغة الروسية، وأشهرهم أندري كوركوف، كما أن عددًا كبيرًا من كتاب الخيال العلمي الروس المعاصرين أوكرانيو الأصل أو ما زالوا يعيشون في أوكرانيا (هنري ليون أولدي، وألكسندر زوريتش، ويوري نيكيتين، وأندري فالنتينوف، ومارينا وسيرغي دياشنكو، وفلاديمير آرينيف).

## الشعر

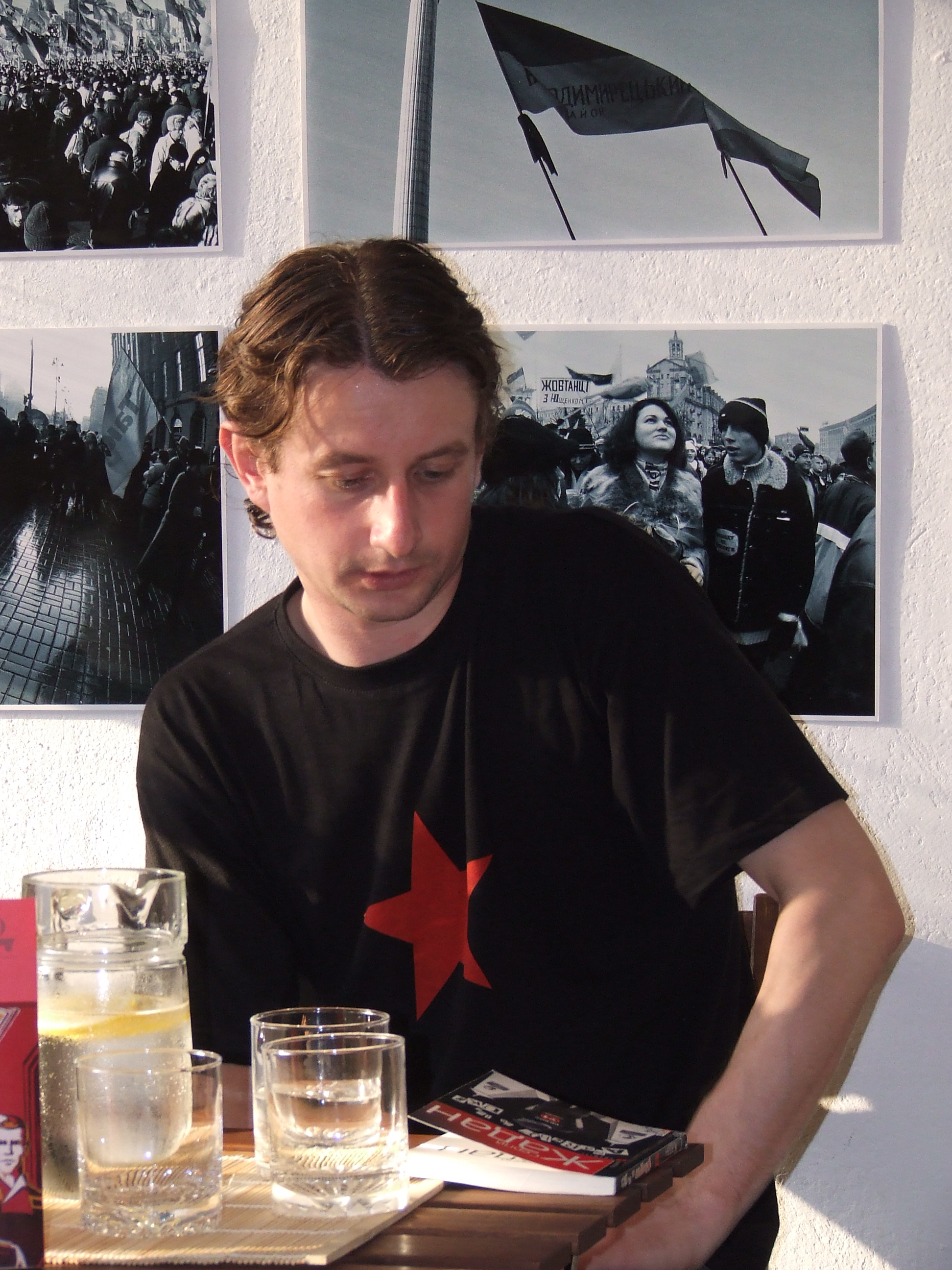
سيرغي جادان

من الشعراء الأوكرانيين المعروفين يوري أندروكوفيتش، وليا بيلي، وفاسيل هيرايسيميوك، وفاسيل هولوبورودكو، وماريانا كيانوفسكا، وبافلو كوروبتشوك، وأوليه كوتساريف، وهالينا كروك، ودميترو لازوتكين، وأولي ليشيها، وأندري ليوبكا، وإيفان مالكوفيتش، وبوهدانا ماتياش، وبترو ميديانكا، وكوست موسكاليتس، وإيهور بافليوك، وإيهور ريماروك، وإيرينا شوفالوفا، وأوستاب سليفينسكي، وفولوديمير تسيبولكو، وأوكسانا زابوجكو، وسيرغي جادان.

## النثر
من كتاب النثر: فاليري شيفتشوك، وفولوديمير ديبروفا، ويوري فينيتشوك، يوري هودز، ويوري أندروخوفيتش، وأوكسانا زابوزكو، ويوري بوكالشوك، ويوري إزديرك، ويفهين باسخوفسكي، وأوليس أوليانينكو، وستيبان بروتسيوك، وتاراس بروخاسكو، وناتالكا سنيادانكو (رشّحت روايتها «فراو مولر ليست على استعداد لدفع المزيد» بترجمتها البولندية لنهائيات جائزة سفير أوروبا البولندية) ، وسيرغي جادان، وأناتولي دنيستروفي، وزفينكا ماتياش، وإيرينا كاربا، وتانيا ماليارتشوك، وليوبكو ديريش، وماركيان كاميش، وفيكتوريا أميلينا، وإيرينا تسيليك، أوليكسي تشوبا.
من كتاب المقالات المشهورين: إيفان كورساك، ميكولا ريابشوك، فيتالي جيجيرا، يوري أندروخوفيتش، أوكسانا زابوجكو، فاسيل ماكنو، أولكساندر بويشينكو، يوركاسكو، أناتولي دنيستروفي، أندري بوندار.
من الروايات الأبزر:
- بحث ميداني في الجنس الأوكراني [2] (1996) بقلم أوكسانا زابوجكو،
- ، بيرفيرسيون [3] (1997) بقلم يوري أندروخوفيتش،
- فوتسيك [4] بقلم يوري إيزدريك،
- سويت داروسيا (2002) بقلم ماريا ماتيوس،
- نزهة إلى المنطقة [5] (2015) بقلم ماركيان كاميش .

## الدراما
كتاب الدراما: أولكسندر إرفانتيس، وناديا سيميخ، ونيدا نيجدانا، وليس بودرفيانسكيي، وبافلو ارييه، وآنا باهريانا، وأولينا كليمنكو، وأوليه ميكولايتشوك-نيزوفيتس، وسيرغي شوتشينكو، وأرتيم فيشنيفسكي، وأوليكساندرا سليبيتس، وأوليكساندرا بوهربينسكا، وفولوديمير سيرديوك، وإيغور بافليوك.

## ترجمات إلى العربية

### أندريه كوركوف
- عزيزي صديق المرحوم، ترجمة وليد سليمان، مؤسسة وليدوف للنشر، تونس 2012[6]
- «الموت والبطريق»، ترجمة عثمان محمد خليفة، العربى للنشر والتوزيع، 2018 ISBN 9789773193539[7]

## ترجمات إلى اللغة الإنجليزية

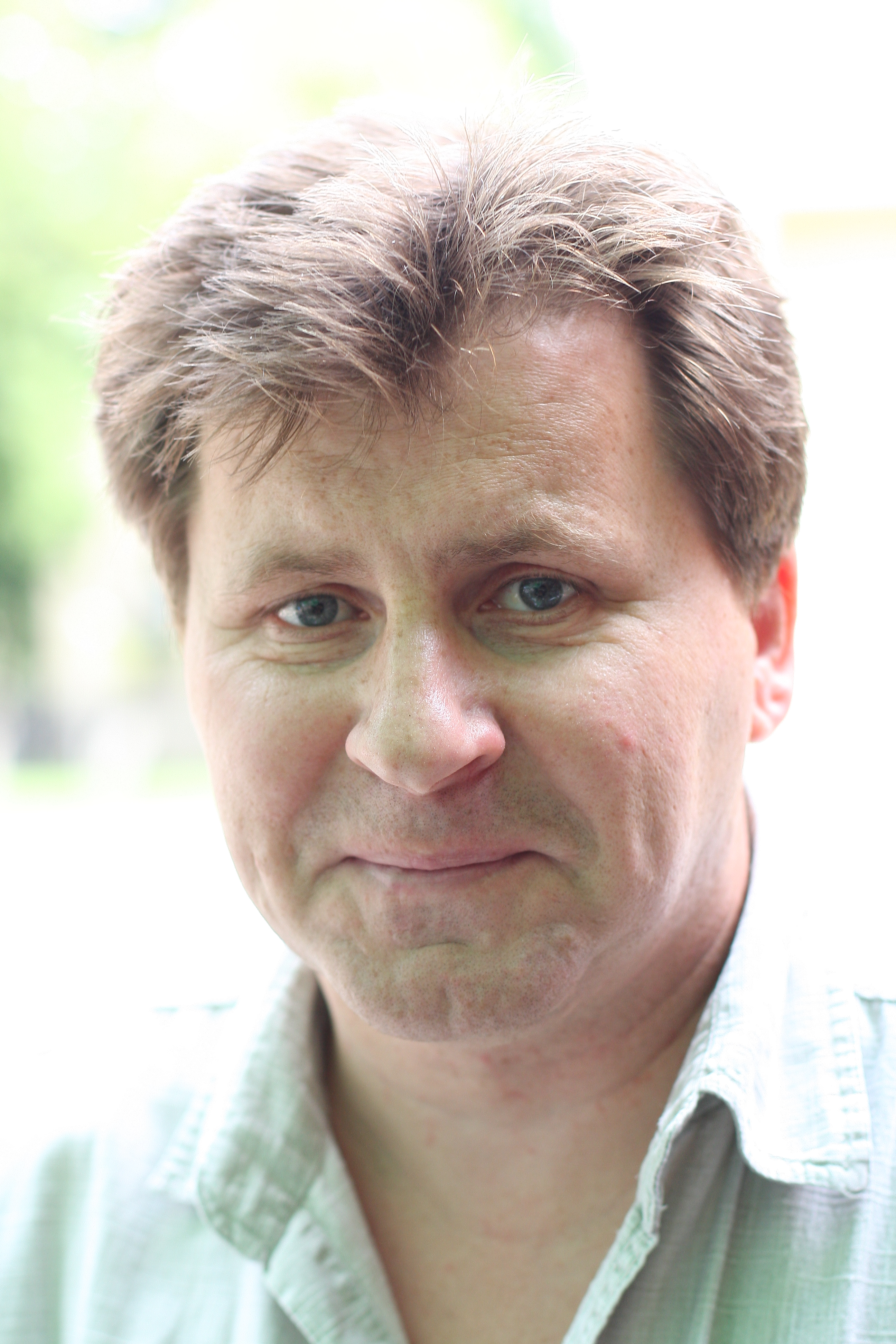
إيغور بافليوك

ترجمت عدة كتب ليوري أندروخوفيتش وأوكسانا زابوجكو وسيرغي جادان وإيغور بافليوك إلى اللغة الإنجليزية.
فاز الشاعر الأوكراني إيهور بافليوك جائزة القلم الإنكليزي [الإنجليزية] للعام 2013، حيث فاز كتابه «رحلة فوق البحر الأسود» بجائزة الأدب المترجم،، كما أدرج موقع أكاديميا.إدو الكتاب القائمة الرسمية «أعظم الكتب على الإطلاق».
تنشر مجلة «الأدب الأوكراني» ترجمات إنجليزية للكتاب المعاصرين،، كما خُصّص عدد من «مجلة الشعر الدولية» للشعر الأوكراني في الفترة بين الأعوام 1985 و2010. يُعرف من بين المترجمين النشطين من الأوكرانية إلى الإنجليزية مايكل نيدان، ومارك أندريتشيك، وستيف كومارنيكيج ، وفيتالي تشيرنيتسكي.

### مختارات من الأدب الأوكراني المعاصر (بالإنجليزية)
- From Three Worlds. New Writing from Ukraine. Ed Hogan. Boston: Zephyr Press, 1996.
- Two lands, new visions: stories from Canada and Ukraine. Janice Kulyk Keefer, Solomea Pavlychko. Regina Saskatchewan: Coteau Books, 1998.
- Half a breath: a brief anthology of young Ukrainian writers. Teka Publishing House, 2009.
- AU/UA Contemporary poetry of Ukraine and Australia. Ternopil-Sydney: Krok, Meuse Press, 2011.
- Herstories: An Anthology Of New Ukrainian Women Prose Writers. Ed. by Michael M. Naydan. Tilburg and London: Glagoslav Publications, 2013.
- Words for War: New Poems from Ukraine. Ed. by Oksana Maksymchuk & Max Rosochinsky. Boston: Academic Studies Press, 2017.
- The Frontier: 28 Contemporary Ukrainian Poets. Ed. and transl. by Anatoly Kudryavitsky. Tilburg and London: Glagoslav Publications, 2017.
- The White Chalk of Days: The Contemporary Ukrainian Literature Series Anthology. Ed. by Mark Andryczyk. Boston: Academic Studies Press, 2017.